# Досон (Тексас)
Досон (енгл. Dawson) град је у америчкој савезној држави Тексас. По попису становништва из 2010. у њему је живело 807 становника.

## Демографија
Према попису становништва из 2010. у граду је живело 807 становника, што је 45 (5,3%) становника мање него 2000. године.
| Група             | 2000.       | 2010.       |
| Белци             | 664 (77,9%) | 616 (76,3%) |
| Афроамериканци    | 129 (15,1%) | 127 (15,7%) |
| Азијати           | 1 (0,1%)    | 0 (0,0%)    |
| Хиспаноамериканци | 54 (6,3%)   | 52 (6,4%)   |
| Укупно            | 852         | 807         |